# بیلگه خاقان

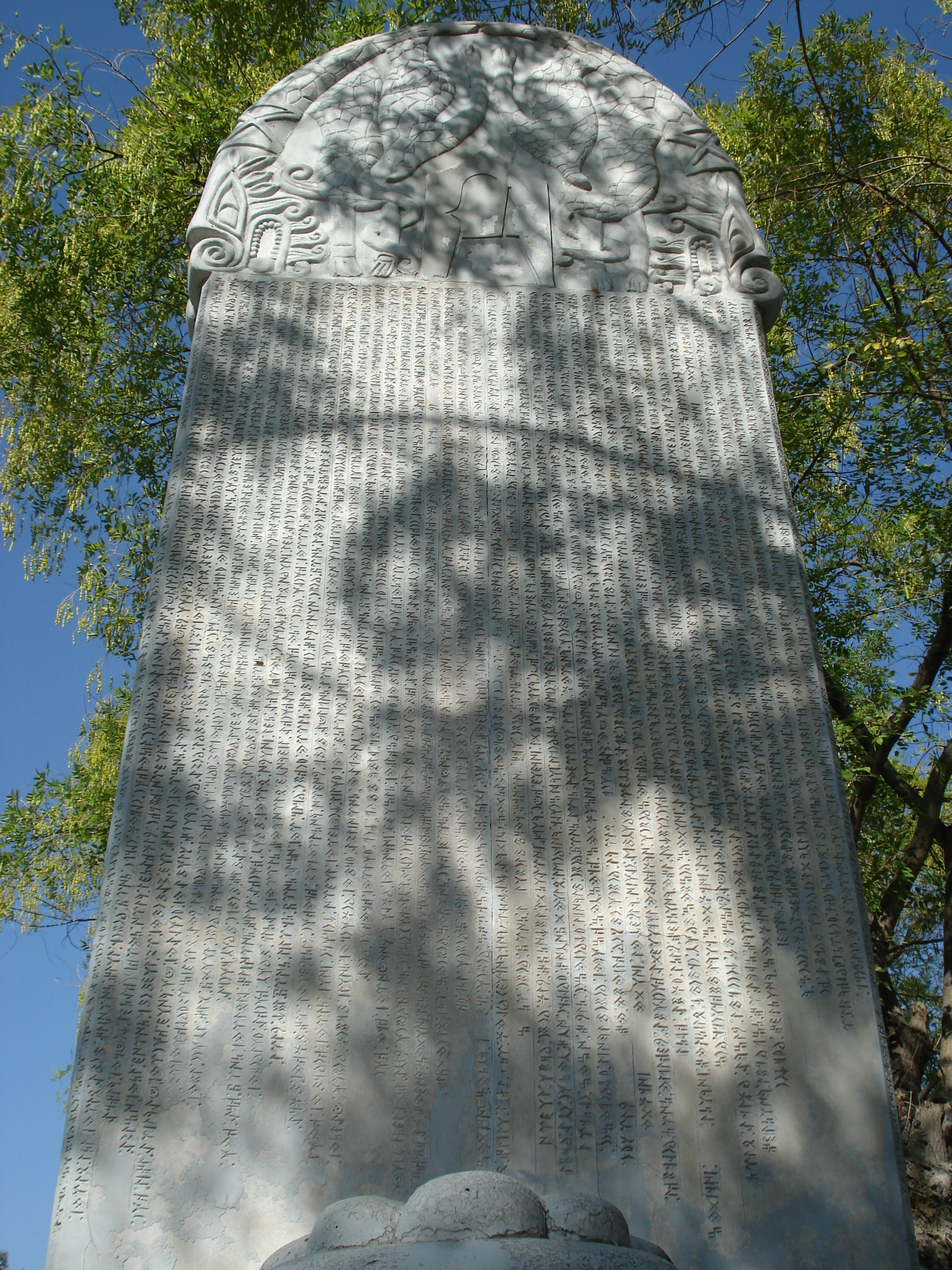
کپی کتیبه بیلگه خاقان در دانشگاه قاضی٬ آنکارا

بیلگه خاقان (ترکی باستانی:   ) (۶۸۳ یا ۶۸۴–۷۳۴ میلادی) یک شاهزاده و پادشاه گوک ترک بود. 